# Slaughter & Apparatus: A Methodical Overture
Slaughter & Apparatus: A Methodical Overture är det belgiska brutal death metal-bandet Aborteds femte studioalbum, utgivet i februari 2007 på Century Media Records, bandets första musiksläpp på detta bolag. Albumet gavs även ut i begränsad upplaga.
Inför skivinspelningarna hade bandet fått en nästan helt ny line-up, med undantag för vokalisten Sven de Caluwé. Nya i bandet var gitarristerna Sebastian Tuvi och Matty Dupont, samt basisten Peter Goemaere. Någon fast trummis hade man inte, utan anlitade sessionmusikern David Haley.
Skivan gästas av Jeff Walker (Carcass) och Jacob Bredahl (Hatesphere).
En musikvideo spelades in till "The Chondrin Enigma".

## Låtlista
1. "The Chondrin Enigma" – 4:19
2. "A Methodical Overture" – 3:24
3. "Avenious" – 4:41
4. "The Spaying Séance" – 4:24
5. "And Carnage Basked in Its Ebullience" – 3:10
6. "The Foul Nucleus of Resurrection" – 4:13
7. "Archetype: Malice & Scorn" – 3:12
8. "Ingenuity in Genocide" – 3:41
9. "Odious Emanation" – 3:36
10. "Prolific Murder Contrivance" – 3:06
11. "Underneath Rorulent Soil" – 4:51

Bonusspår på den begränsade utgåvan
1. "Surprise! You're Dead!" (Faith No More-cover) – 2:17

## Medverkande
Musiker
- Sven de Caluwé – sång
- Sebastien Tuvi – gitarr, sång
- Matty Dupont – gitarr
- Peter Gomaere – basgitarr

Bidragande musiker
- David Haley – trummor
- Jeff Walker – sång
- Jacob Bredahl – sång
- Henrik B. Jacobsen – gitarr

Produktion
- Tue Madsen – producent, inspelningstekniker
- Joe Haley – inspelningstekniker
- David Haley – inspelningstekniker
- Mehdi Vandecappelle – låttexter
- Ross Sewage – låttexter
- Björn Gooßes – albumkonst